# Cinco días un verano
Cinco días un verano es una película estadounidense de 1982, dirigida por Fred Zinnemann y protagonizada por Sean Connery. Es la última película que Zinnemann dirigió.

## Sinopsis
Es la historia de un romance ilícito, que se desarrolla en los Alpes suizos en 1932. Douglas (Sean Connery), un doctor escocés de mediana edad, está de vacaciones con una mujer joven, Kate (Betsy Brantley), quien se hace pasar por su mujer. Douglas ha traído Kate a los Alpes para hacer escalada de montaña. A través de flashbacks, se revela que Kate ha estado enamorada de Douglas desde que era una niña y que le ha seducido, aunque él ya tenía otra mujer. Los flashbacks también revelan que Kate es su sobrina. Pero entonces en sus vacaciones en la montaña, aparece el joven guía Johann (Lambert Wilson) que desarrolla una atracción para Kate.

## Reparto
- Sean Connery es Douglas Meredith.
- Betsy Brantley es Kate.
- Lambert Wilson es Johann Biari.
- Jennifer Hilary es Sarah Meredith.
- Isabel Dean es la madre de Kate.
- Gérard Buhr es Brendel.
- Anna Massey es Jennifer Pierce.
- Sheila Reid es Gillian Pierce.
- Georges Claisse es Dieter.
- Kathy Marothy es la mujer de Dieter.
- Terry Kingley es Georg.
- Emilie Lihou es una Mujer Vieja.
- Alfred Schmidhauser es Martin.

## Ficha técnica
- Argumento basado en la novela corta: Maiden Maiden de Kay Boyle.
- Guion: Michael Austin.

## Crítica
La película era un desastre en la crítica y comercial. Zinnemann declaró, "no estoy diciendo que era una buena película, pero había un cierto grado de muy mala leche en las críticas. El placer de algunas personas en despreciar la película realmente ha hecho daño". No ha hecho más películas después.